# Coscinodiscophyceae
Coscinodiscophyceae, razred alga kremenjašica smješten u vlastitu poddiviziju Coscinodiscophytina, opisanu 2004. Sastoji se od pet podrazreda s preko 1 250 vrsta

## Podrazredi
1. Archaegladiopsophycidae Nikolaev & Harwood
2. Corethrophycidae Round & R.M.Crawford in Round & al., 1990
3. Coscinodiscophycidae Round & R.M.Crawford, 1990
4. Melosirophycidae E.J.Cox, 2015
5. Paraliophycidae Nikolaev & Harwood

## Drugi projekti
|  | Zajednički poslužitelj ima još gradiva o temi Coscinodiscophyceae |
|  | Wikivrste imaju podatke o taksonu Coscinodiscophyceae             |